# Maria Kassou
Maria Kassou (griechisch Μαρία Κάσσου, * 19. Dezember 2003) ist eine griechische Leichtathletin, die sich auf den Langstreckenlauf spezialisiert hat.

## Sportliche Laufbahn
Erste internationale Erfahrungen sammelte Maria Kassou im Jahr 2019, als sie bei den U18-Balkan-Meisterschaften in Istanbul in 5:06,21 min die Bronzemedaille im 1500-Meter-Lauf gewann. Bei den Crosslauf-Europameisterschaften 2021 in Dublin gelangte sie nach 14:23 min auf Rang 40 im U20-Rennen und im Jahr darauf siegte sie in 9:32,59 min im 3000-Meter-Lauf bei den U20-Balkan-Hallenmeisterschaften in Belgrad. Im August belegte sie bei den U20-Weltmeisterschaften in Cali in 9:35,90 min den achten Platz über 3000 Meter und gelangte im 5000-Meter-Lauf mit 16:37,09 min auf Rang neun. Anschließend wurde sie bei den Crosslauf-Europameisterschaften in Turin nach 14:30 min 57. im U20-Rennen. 2023 gelangte sie bei der 1. Liga der Team-Europameisterschaft, die im Zuge der Europaspiele in Chorzów stattfand, mit 16:05,00 min auf den 14. Platz über 5000 Meter und im Juli belegte sie bei den U23-Europameisterschaften in Espoo in 34:20,52 min den vierten Platz im 10.000-Meter-Lauf. Anschließend gelangte sie bei den World University Games in Chengdu mit 34:50,65 min auf Rang sieben.
In den Jahren 2022 und 2023 wurde Kassou griechische Meisterin im 5000-Meter-Lauf sowie 2023 auch über 10.000 Meter und im 5-km-Straßenlauf.

## Persönliche Bestleistungen
- 1500 Meter: 4:20,87 min, 10. Juni 2023 in Serres
- 3000 Meter: 9:26,16 min, 10. Juli 2022 in Serres
  - 3000 Meter (Halle): 9:31,16 min, 27. Februar 2022 in Piräus
- 5000 Meter: 16:02,74 min, 20. Mai 2023 in Karlsruhe
- 10.000 Meter: 33:53,72 min, 22. April 2023 in Egio